# Свинкино (Костромская область)
Свинкино — упразднённая деревня в Нейском муниципальном округе Костромской области России. Исключена из учётных данных в 2025 году.

## География
Деревня находится в центральной части Костромской области, в подзоне южной тайги, при автодороге 34Н-7, на расстоянии приблизительно 9 километров (по прямой) к юго-западу от города Неи, административного центра округа. Абсолютная высота — 136 метров над уровнем моря.

### Климат
Климат характеризуется как умеренно континентальный, с продолжительной холодной многоснежной зимой и коротким сравнительно тёплым летом. Среднегодовая температура воздуха — 2,6 °C. Средняя температура воздуха самого холодного месяца (января) — −12,7 °C; самого тёплого месяца (июля) — 17,9 °C. Продолжительность периода активной вегетации растений (выше 10 °C) составляет примерно 127 дней. Годовое количество атмосферных осадков — 593 мм, из которых до 470 мм выпадает в вегетационный период.

## Население
| 2008 | 2010 | 2014 |
| ---- | ---- | ---- |
| 0    | →0   | →0   |